# Louis Althusser
Louis Pierre Althusser (født 16. oktober 1918 i Bir Mourad Raïs i Algeriet, død 23. oktober 1990 i Paris) var en marxistisk filosof.
Han blev født i Algeriet og studerede ved det prestigefyldte universitet École Normale Supérieure i Paris, hvor han med tiden også blev professor i filosofi. Han var blandt den ledende akademiske fortrop i det franske kommunistparti, og hans argumenter var et svar på de mange trusler imod det socialistiske partis ideologiske fundament (jf. bl.a. hans begreb om interpellation). Disse trusler omfattede blandt andet empirismens stigende indflydelse, der var begyndt at påvirke marxistisk sociologi og økonomi, og den stigende interesse for humanistiske og demokratiske socialistiske retninger, som var begyndt at skabe splittelse i de europæiske kommunistiske partier. Althusser bliver ofte omtalt som marxistisk strukturalist, selvom hans forhold til andre franske, strukturalistiske skoler ikke er af enkel karakter.
En af Althussers centrale begreber er ideen om interpellation, som handler om, hvordan folk reagerer på og bliver påvirket af tekster som fx romaner, tv-serier og film. Althusser mener, at når en forbruger nyder en specifik tekst, kan dette menneske bliver interpelleret af tekstens ideologiske grundantagelser, hvilket kan være medvirkende til at menneskets syn på verden bliver påvirket af denne tekst. Denne tanke er relateret til marxistisk ideologikritik. 